# 日蘭修好通商条約
日蘭修好通商条約（にちらんしゅうこうつうしょうじょうやく）とは、安政5年7月10日（1858年8月18日）に江戸において日本（江戸幕府）とオランダとの間で結ばれた条約である。
安政五カ国条約の一つ。全11条及び税則7則によって構成されている。

## 概要
日本側の調印者は永井尚志・岡部長常・岩瀬忠震、オランダ側の調印者はヤン・ドンケル・クルティウス（最後のオランダ商館長、実質上の初代総領事）。
黒船来航後、日本とオランダとの間で日蘭和親条約及び日蘭追加条約が結ばれていたが、日米通商修好条約締結に合わせる形で締結された。
なお、この条約によってシーボルト事件におけるシーボルトの処分は免責され、翌年彼は再来日を果たしている。